# Kick III
Kick iii (estilizado como KicK iii) é o sexto álbum de estúdio da cantora, compositora e produtora venezuelana Arca. Inicialmente previsto para ser lançado em 3 de dezembro de 2021, o álbum teve seu lançamento antecipado para 1º de dezembro de 2021, pela XL Recordings.
Kick iii é uma continuação de seu álbum, Kick I (2020), sendo o terceiro volume da série de álbuns concebida por Arca. Ao anunciar o lançamento, a artista descreveu o disco como "a entrada mais incendiária no universo do Kick", afirmando ainda que o álbum funciona como "um portal direto para as paletas sonoras mais maníacas, violentamente eufóricas e agressivamente psicodélicas da série". O álbum é composto por 12 faixas de caráter intenso e experimental, com "Bruja" sendo a faixa de abertura.

## Composição
Enquanto Kick ii é mais puxado para o genêro reggaeton, Kick iii é um álbum experimental de música eletrônica, seguindo acordes severos da música club somados a puro caos. Isso é mostrado na faixa Bruja, onde Arca mostra sua capacidade de transformar caos em música, fragmentando elementos como vozes destorcidas, ruídos e pequenas sobreposições sintéticas que lembram a produção de outros álbuns como Mutant, de 2015, e Xen, de 2014. O disco é muito profundo e complexo para se definir em ousado ou ambicioso, ele reúne sonoriedades de gltich e modern club e pode ser o maior trabalho da cantora até hoje.

## Recepção crítica
| Críticas profissionais | Críticas profissionais |
| Pontuações agregadas   | Pontuações agregadas   |
| Fonte                  | Avaliação              |
| ---------------------- | ---------------------- |
| Metacritic             | 81/100                 |
| Avaliações da crítica  |                        |
| Fonte                  | Avaliação              |
| AllMusic               |                        |
| The A. V. Club         | B-                     |
| Evening Standard       | [ 6 ]                  |
| Exclaim!               | 8/10                   |
| The Guardian           | [ 8 ]                  |
| The Line of Best Fit   |                        |
| Loud and Quiet         | 8/10                   |
| NME                    | [ 10 ]                 |
| Pitchfork              | 8.3/10                 |
| The Skinny             | [ 12 ]                 |

No geral, o álbum foi muito bem elogiado. No Metacritic, o álbum ganhou uma nota média de 81/100, baseado em 11 críticas profissionais. Na Pitchfork, teve uma nota de 8.3.

## Lista de faixas
Todas as faixas foram escritas e produzidas por Arca, exceto onde indicado.
| Lista de faixas de Kick III |                  |                    |                |         |  |
| N.º                         | Título           | Compositor(es)     | Produtor(es)   | Duração |  |
| 1.                          | "Bruja"          |                    | Arca Benza     | 3:50    |  |
| 2.                          | "Incendio"       | Ghersi Mark Luva   | Arca Luva      | 2:44    |  |
| 3.                          | "Morbo"          |                    |                | 2:15    |  |
| 4.                          | "Fiera"          |                    |                | 4:28    |  |
| 5.                          | "Skullqueen"     |                    |                | 2:33    |  |
| 6.                          | "Electra Rex"    |                    |                | 2:08    |  |
| 7.                          | "Ripples"        |                    |                | 2:09    |  |
| 8.                          | "Rubberneck"     | Ghersi Max Tundra  | Arca Benza     | 2:28    |  |
| 9.                          | "Señorita"       | Ghersi Machinedrum |                | 2:21    |  |
| 10.                         | "My 2"           |                    |                | 3:15    |  |
| 11.                         | "Intimate Flesh" |                    |                | 3:32    |  |
| 12.                         | "Joya"           |                    |                | 4:35    |  |
| Duração total:              | Duração total:   | Duração total:     | Duração total: | 33:56   |  |